# Васильев, Сергей Васильевич (актёр)
Серге́й Васи́льевич Васи́льев (1827—1862) — российский актёр, один из талантливейших актёров московского театра своего времени.

## Биография
Сергей Васильев родился в Москве 7 (19) сентября 1827 года. Он рано лишился отца и воспитывался в Воспитательном доме. В 1839 году начал брать уроки актерского мастерства в Московском театральном училище.
В 1844 году был принят в труппу Малого театра. Поначалу играл в водевилях, постепенно с развитием русской социально значимой драматургии перешёл на остро драматические роли.
До 1853 года Васильев сыграл 150 ролей в водевилях и только семь в русском классическом репертуаре.
16 ноября 1859 года в Малом театре в бенефис Сергея Васильевича Васильева была впервые поставлена пьеса А. Н. Островского «Гроза». Васильев исполнил роль Тихона.
Островский в одной застольной речи заявил, что в Васильеве «он нашёл самого желанного исполнителя, одного из тех исполнителей, которые редко выпадают на долю драматических писателей, и о которых они мечтают, как о счастии».
Пров Садовский назвал Васильева не только прекрасным Хлестаковым, но и «единственным».
Сергей Васильевич вынужден был уйти со сцены из-за прогрессирующей слепоты. Слепнуть он начал в 1855 году, его роли стали постепенно переходить актёру Рассказову, а последний раз на сцену вышел в роли Морковкина 27 января 1861 года, когда ему, уже слепому, был дан прощальный бенефис — См. статью Д. Коропчевского в «Ежегоднике Императорских театров» (1895—1896 годов).
17 июня 1862 года Сергей Васильевич Васильев умер. Похоронен на Ваганьковском кладбище (6 уч.).

## Семья
Был женат на актрисе Екатерине Николаевне Васильевой (Лавровой). Их дочери Надежда (в замужестве Танеева; 22.10(3.11).1852 — 4.11.1920) и Вера (по мужу Попова; 11(23).12.1854 — 11(24).7.1905) пошли по стопам родителей и продолжили актёрскую династию.
Младший брат Павел Васильевич Васильев по примеру старшего, тоже стал актёром, работал в Малом и Александринском театрах.

## Творчество
- водевиль «Простушка и воспитанная» Д.Т. Ленского;
- водевиль «Что имеем не храним» С.П.Соловьева;
- 1852 — «Ревизор» Н. В. Гоголя — Шпекин; Хлестаков;
- 1853 — «Не в свои сани не садись» А. Н. Островского — Бородкин;
- 1853 — «Утро молодого человека» А. Н. Островского — Лисавский;
- 1853 — «Бедная невеста» А. Н. Островского — Милашин;
- 1854 — «Бедность не порок» А. Н. Островского — Разлюляев;
- 1854 — «Не так живи, как хочется» А. Н. Островского — Вася;
- 1855 — «Свадьба Кречинского» А. В. Сухово-Кобылина — Нелькин;
- 1859 — «Гроза» А. Н. Островского — Тихон (премьера — 16 ноября 1859 года в бенефис Васильева)